# レベッカ・ホーン
レベッカ・ホーン（Rebecca Horn, 1944年3月24日 - 2024年9月6日）は、ドイツのビジュアルアーティスト、インスタレーション・アート、映画監督。ヘッドフォンから垂直に突き出た大きなホーンを備えたボディスーツのようなアインホルン（ユニコーン）のような身体改造で、よく知られている。
映画「Der Eintänzer」（1978年）、「La ferdinanda: Sonate für eine Medici-Villa」（1982年）、「Buster's Bedroom」（1990年）を監督。現在、パリとベルリンを拠点とする。
2024年9月6日に死去。80歳没。